# Trogulus torosus
Espèce
Trogulus torosus est une espèce d'opilions dyspnois de la famille des Trogulidae.

## Distribution
Cette espèce se rencontre au Monténégro, dans le Sud de la Bosnie-Herzégovine et dans le Sud de la Croatie.

## Description
Le syntype mesure 22 mm.

## Systématique et taxinomie
Cette espèce a été décrite par Simon en 1885.

## Publication originale
- Simon, 1885 : « Description d'une espèce nouvelle du genre Trogulus. Études arachnologiques XXV. » Annales de la Société Entomologique de France, sér. 6, vol. 5, p. 218 (texte intégral).